# Steve Zahn
Steven James Zahn (/ˈzɑːn/; Marshall, Minesota, 13 de Novembro de 1967) é um ator e comediante norte americano.

## Filmografia
| Ano  | Título                              | Personagem             | Notas                                      |
| ---- | ----------------------------------- | ---------------------- | ------------------------------------------ |
| 1994 | Reality Bites                       | Sammy Grayn            |                                            |
| 1995 | Maré Vermelha                       | William Barnes         |                                            |
| 1995 | Friends                             | Duncan                 | Episódio : "The One with Phoebe's Husband" |
| 1996 | subUrbia                            | Buff                   |                                            |
| 1996 | The Wonders - O Sonho Não Acabou    | Lenny Haise            |                                            |
| 1998 | From the Earth to the Moon          | Astronauta Elliott See | minissérie de TV                           |
| 1998 | A Razão do Meu Afeto                | Frank Hanson           |                                            |
| 1998 | Mens@gem Para Você                  | George Pappas          |                                            |
| 1998 | Irresistível Paixão                 | Glenn Michaels         |                                            |
| 1998 | Safe Men                            | Eddie                  |                                            |
| 1999 | Freak Talks About Sex               | "Freak"                |                                            |
| 1999 | Happy, Texas                        | Wayne Wayne Wayne Jr.  |                                            |
| 1999 | O Pequeno Stuart Little             | Monty                  | voz                                        |
| 1999 | Forças do Destino                   | Alan                   |                                            |
| 2000 | Hamlet                              | Rosencrantz            |                                            |
| 2000 | Chain of Fools                      | Kresk                  |                                            |
| 2001 | Mulher Infernal                     | Wayne Lefessier        |                                            |
| 2001 | Dr. Dolittle 2                      | Archie                 | voz                                        |
| 2001 | Os Garotos da Minha Vida            | Ray Hasek              |                                            |
| 2001 | Não Brinques com Estranhos          | Fuller Thomas          |                                            |
| 2003 | Segurança Nacional                  | Hank Rafferty          |                                            |
| 2003 | A Creche do Papai                   | Marvin                 |                                            |
| 2003 | O Preço de uma Verdade              | Adam Penenberg         |                                            |
| 2004 | Speak                               | Mr. Freeman            |                                            |
| 2004 | O Dia Perfeito                      | Jack                   |                                            |
| 2005 | Sahara                              | Al Giordino            |                                            |
| 2005 | O Galinho                           | Raspa do Tacho         | voz                                        |
| 2006 | Bandidas                            | Quentin Cooke          |                                            |
| 2007 | O Sobrevivente                      | Duane                  |                                            |
| 2008 | Comanche Moon                       | Augustus "Gus" McCrae  | Filme para TV                              |
| 2008 | Strange Wilderness                  | Peter Gaulke           |                                            |
| 2008 | O amor pede passagem                | Mike                   |                                            |
| 2008 | 3 Pigs and a Baby                   | Porco Sandy            | voz                                        |
|      | Monk                                | Jack Monk Jr.          | S7E11 - Mr. Monk's other brother           |
| 2009 | A trilha                            | Cliff                  |                                            |
| 2009 | Night Train (2009)                  | Pete                   |                                            |
| 2010 | Diary of a Wimpy Kid                | Frank Heffley          | coprotagonista                             |
| 2011 | Diary of a Wimpy Kid: Rodrick Rules | Frank Heffley          | coprotagonista                             |
| 2012 | Diary of a Wimpy Kid: Dog Days      | Frank Heffley          | coprotagonista                             |
| 2013 | Dallas Buyers Club                  | Tucker                 |                                            |
| 2016 | O Bom Dinossauro                    | Dino                   |                                            |
| 2016 | The Ridiculous 6                    | Clem                   |                                            |
| 2016 | Captain Fantastic                   | Dave                   |                                            |
| 2017 | Planeta dos Macacos: A Guerra       | Macaco Mau             |                                            |
| 2021 | The White Lotus                     | Mark Mossbacher        | Elenco principal; minissérie               |

## Prêmios e indicações
- 1999: Independent Spirit Awards de Melhor Ator Coadjuvante, por Happy, Texas (vencedor).[1]
- 1999: Prêmio Especial do Júri, no Sundance Film Festival, por Happy, Texas (vencedor).
- 2006: Independent Spirit Awards de Melhor Ator Coadjuvante, por Rescue Dawn (indicado).